# 1,4-bis(trichloormethyl)benzeen
1,4-Bis(trichloromethyl)benzeen is een witte, vaste organische verbinding met de brutoformule {\displaystyle {\ce {C8H4Cl6}}}. Met meer nadruk op de structuur van de verbinding is dat {\displaystyle {\ce {C6H4(CCl3)2}}}. Industrieel wordt het verkregen via het chlorieren van p-xyleen. Met tereftaalzuur reageert het tot tereftaloylchloride, een van de uitgangsstoffen in de productie van kevlar. Ook met zwaveldioxide wordt het zelfde zuurchloride gevormd, samen met Thionylchloride.
{\displaystyle {\ce {C6H4(CCl3)2\ +\ C6H4(COOH)2\ ->\ 2C6H4(COCl)2\ +\ 2HCl}}}
{\displaystyle {\ce {C6H4(CCl3)2\ +\ SO2\ ->\ C6H4(COCl)2\ +\ SOCl2}}}
Met waterstoffluoride in 1,2-dichloorethaan wordt 1,4-bis(chloordifluormethyl)benzeen gevormd in een opbrengst van 79%.
{\displaystyle {\ce {C6H4(CCl3)2\ +\ 4HF\ ->\ C6H4(CClF2)2\ +\ 4HCl}}}